# Saleh Mohammed Jerbo Jamus
Saleh Mohammed Jerbo Jamus var en sudaneser, der af chefanklageren ved Den Internationale Straffedomstol var anklaget for sammen med Abdallah Banda Abakaer Nourain at have begået krigsforbrydelser i Darfur, Sudan ved tre lejligheder. De mødte begge for første gang i domstolen i Haag, Holland den 17. juni 2010.